# 大妙镇
大妙镇，原为大妙乡，是中华人民共和国四川省宜宾市江安县下辖的一个乡镇级行政单位。2019年8月，撤销大妙乡，设立大妙镇，以原大妙乡所属行政区域为大妙镇的行政区域。

## 行政区划
大妙镇下辖以下地区：
大妙社区、兰花村、白云村、召岩村、建塘村、均坝村、分水村、顺河村、胜利村、三星村、下马村和互利村。